# СБ. Беларусь сегодня
«СБ. Беларусь сегодня» (до 2018 года — «Советская Белоруссия») — белорусская общественно-политическая газета. Издаётся с августа 1927 года. Выходит 5 раз в неделю. Учредители — Администрация президента Республики Беларусь и редакционный совет. На апрель 2019 года тираж — 190 тыс. экземпляров. Крупнейшее печатное СМИ страны. При этом во многих СМИ неоднократно сообщалось о существовании в стране принудительной подписки на некоторые государственные издания, и в первую очередь, на «СБ. Беларусь сегодня». В последние годы выходит под брендом «СБ. Беларусь сегодня».

## Редакция
Главный редактор — Дмитрий Александрович Жук (с 2018 года).
Первый заместитель главного редактора — Лебедик Михаил Петрович.
Заместители главного редактора — Таранда Александр Михайлович, Гордиенко Сергей Александрович, Торопецкая Галина Михайловна.

## История
Издаётся с 9 августа 1927 года. До 1937 года она имела название «Рабочий».
В 1937—2018 годах газета называлась «Советская Белоруссия». В сентябре 2018 года сменила название на «Советская Белоруссия — Беларусь сегодня» или «СБ. Беларусь сегодня».
С 1943 года выходит на белорусском и русском языках. В 1964 году награждена орденом Трудового Красного Знамени. С 2000 года издаётся в цветном формате. В 2013 году была объединена с изданиями «Народная газета», «Рэспубліка», «Сельская газета» и «Знамя юности» в единый холдинг «Беларусь сегодня».

## Проекты
В партнерстве с газетой «Советская Белоруссия» создан ряд совместных проектов: газета «Союз», журнал «Спецназ», газета «The Minsk Times».
Издательский дом «Беларусь сегодня» участвует в проекте по созданию интернет-портала об участниках партизанского и подпольного движения «Партизаны Беларуси» совместно с Национальным архивом Республики Беларусь . На первом этапе планируется оцифровать листки по учёту кадров награждённых партизан и подпольщиков, хранящиеся в НАРБ, и запустить общедоступную базу данных с перспективой дальнейшего дополнения новыми архивными документами.

## Критика
Совет Европейского союза назвал газету «Советская Белоруссия» «главной пропагандистской газетой» белорусских властей.
Главный редактор, он же бывший директор государственного агентства БелТА, Дмитрий Жук выступал в суде по «делу БелТА» — процессе по обвинению главного редактора крупнейшего частного интернет-портала Белоруссии TUT.BY Марины Золотовой — в качестве одного из ключевых свидетелей обвинения. Ущерб «СБ. Беларусь сегодня» оценила в 18 172 рубля.
Журналист Вадим Шундалов решил покинуть газету «Советская Белоруссия» после гибели участника белорусских акций протеста Александра Тарайковского, заявив, что им не разрешили сообщать о видео, противоречащем официальной версии его смерти.
Главный редактор газеты Дмитрий Жук попал под санкции ЕС и Швейцарии летом 2024 года.

## Награды
- Орден Трудового Красного Знамени (1964 год).
- Почётная грамота Правительства Российской Федерации (15 июня 2013 года) — за большой вклад в сохранение русского языка и культуры, а также в дело консолидации соотечественников за рубежом[15].
- Специальная премия Президента Республики Беларусь деятелям культуры и искусства (30 декабря 2022 года) — за значительную работу по формированию общественного сознания, популяризацию истории партизанского и подпольного движения Беларуси[16].